# Debbie Hewitt
Debbie Hewitt (31 de agosto de 1963) es una mujer de negocios y administradora deportiva británica. 
A partir de junio de 2021 es la primera mujer en ser elegida presidenta de la Asociación Inglesa de Fútbol, cargo que asumirá en enero de 2022. Además es la gerenta de la cadena de restaurante The Restaurant y en forma no ejecutiva preside otras empresas. El gobierno británico la condecoró con la Orden del Imperio Británico.